# Clidemia cordata
Clidemia cordata är en tvåhjärtbladig växtart som beskrevs av Célestin Alfred Cogniaux och Nathaniel Lord Britton. Clidemia cordata ingår i släktet Clidemia och familjen Melastomataceae. Inga underarter finns listade i Catalogue of Life.